# Ніколаос Андріакопулос
Ніколаос Андріакопулос (грец. Νικόλαος Ανδριακόπουλος; 1878, Патри — ?) — грецький спортивний гімнаст, чемпіон літніх Олімпійських ігор 1896 в Афінах.
Андріакопулос переміг у змаганнях з лазіння по канату, піднявшись на 14-метрову висоту швидше за всіх, за 23,4 секунди. Наступним грецький чемпіоном з гімнастики став Іоанніс Меліссанідіс, який здобув олімпійський чемпіонський титул через 100 років, на літніх Олімпійських іграх 1996 року.
Також Ніколаос Андріакопулос у складі гімнастичного клубу Панеллініос посів друге місце у командних змаганнях на брусах. У складі цієї команди також виступали Петрос Персакіс, Томас Ксенакіс, капітаном команди був Сотіріос Атанасопулос.
Після участі у спортивних змаганнях Ніколаос Андріакопулос став нотаріусом.